# Tinodes formosae
Tinodes formosae är en nattsländeart som beskrevs av Iwata 1928. Tinodes formosae ingår i släktet Tinodes och familjen tunnelnattsländor. Inga underarter finns listade i Catalogue of Life.